# Diócesis de Gerona
La diócesis de Gerona (en latín: Dioecesis Gerundensis y en catalán: Bisbat de Girona) es una circunscripción eclesiástica de la Iglesia católica en España. Se trata de una diócesis latina, sufragánea de la archidiócesis de Tarragona. Desde 2024, el obispo de Gerona es fray Octavi Vilà Mayo.

## Territorio y organización

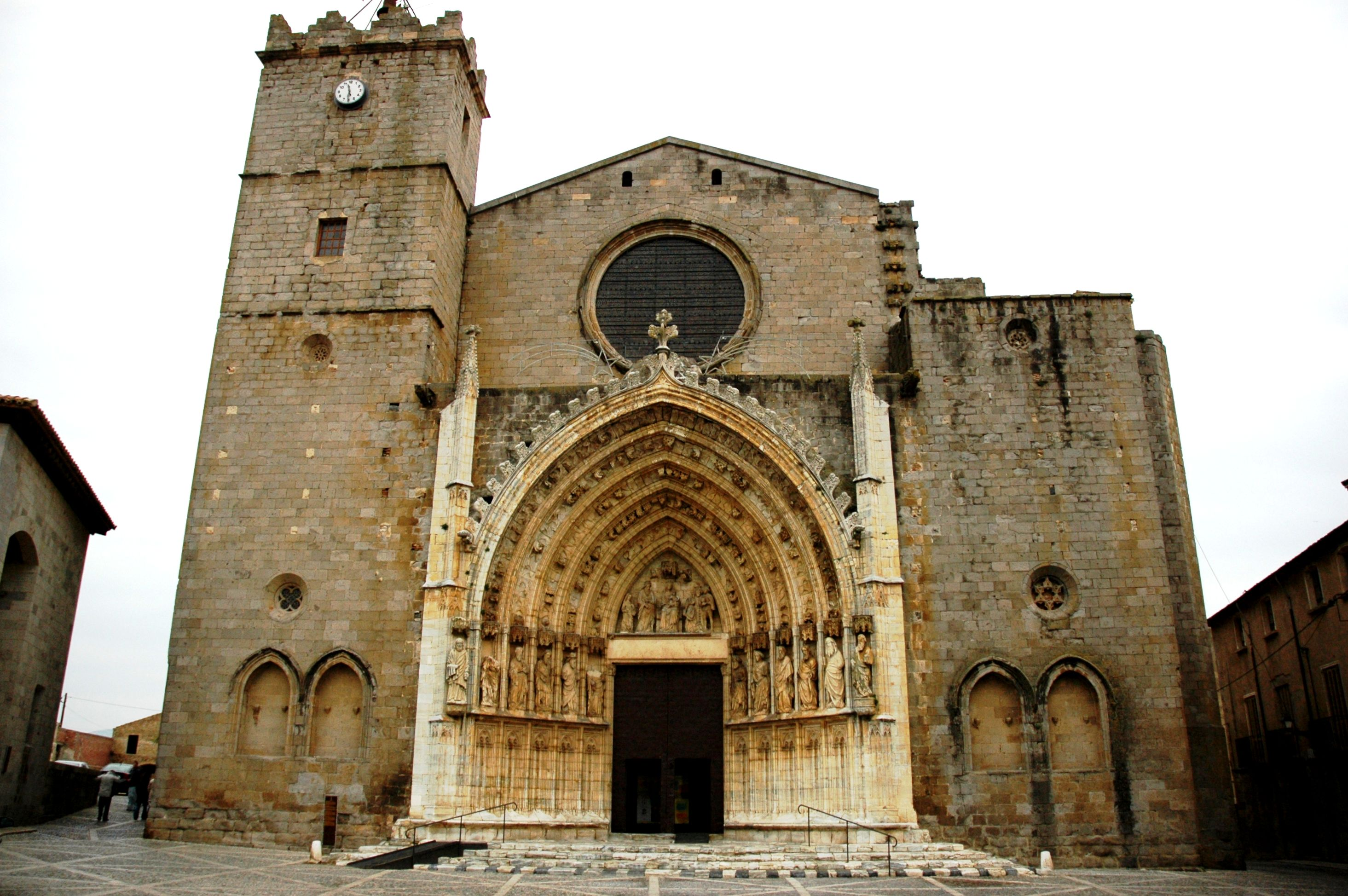
Basílica de Santa María, en Castellón de Ampurias

La diócesis tiene 4660 km² y extiende su jurisdicción sobre los fieles católicos de rito latino residentes en la provincia de Gerona de la comunidad autónoma de Cataluña. Comprende las comarcas del Gironés, el Alto Ampurdán, el Bajo Ampurdán, la Garrocha, el Pla de l'Estany, Selva y la parte norte de El Maresme.

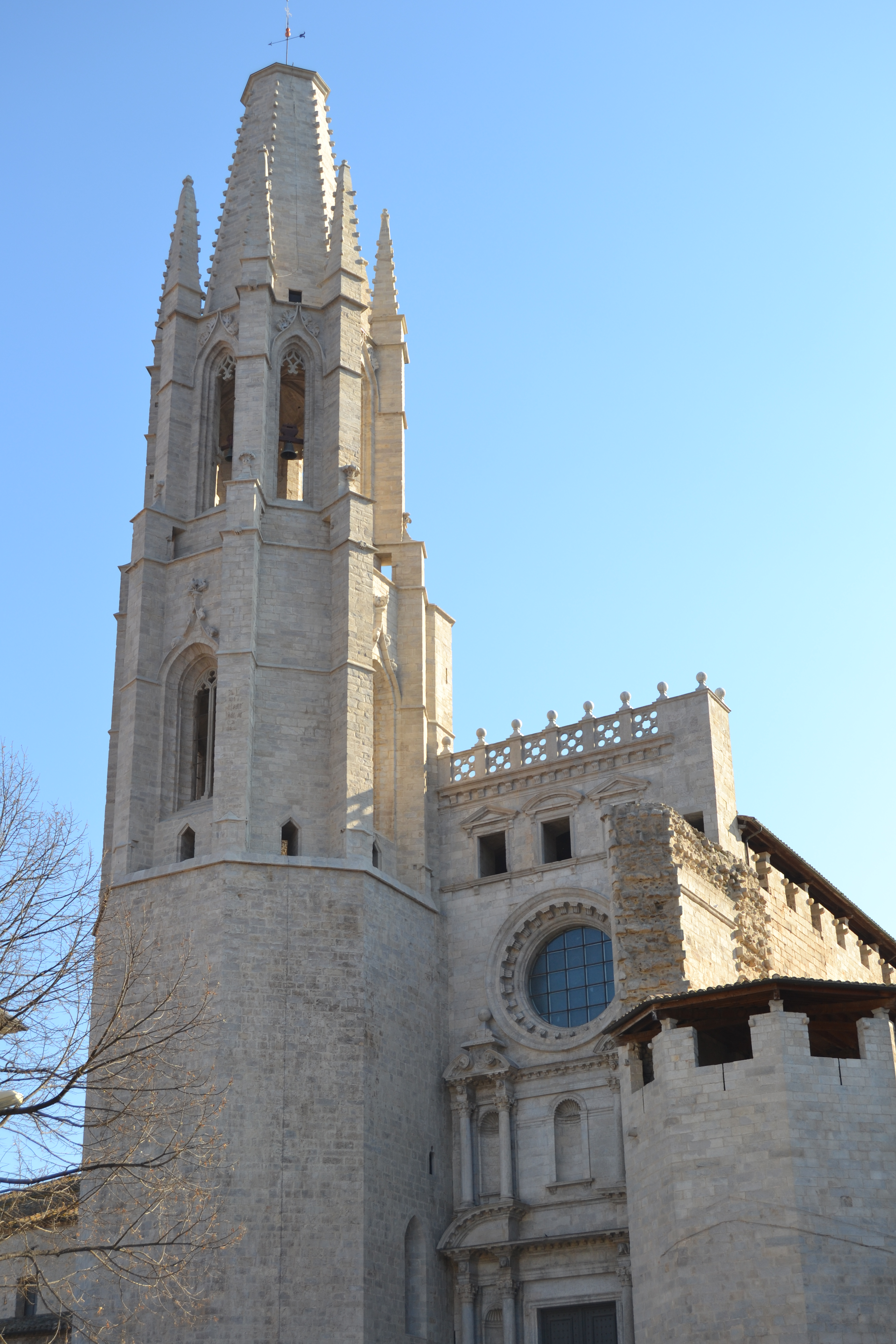
Basílica de San Félix, en Gerona

La sede de la diócesis se encuentra en la ciudad de Gerona, en donde se halla la Catedral de Santa María y la basílica de San Félix. En Castellón de Ampurias se encuentra la basílica de Santa María. En 1998 fue trasladada la sede de las oficinas de la curia diocesana del Palacio Episcopal (actual Museo de Arte de Gerona) a la Casa Carles, situada en la plaza del Vi, n.º 2, en el centro histórico de Gerona.

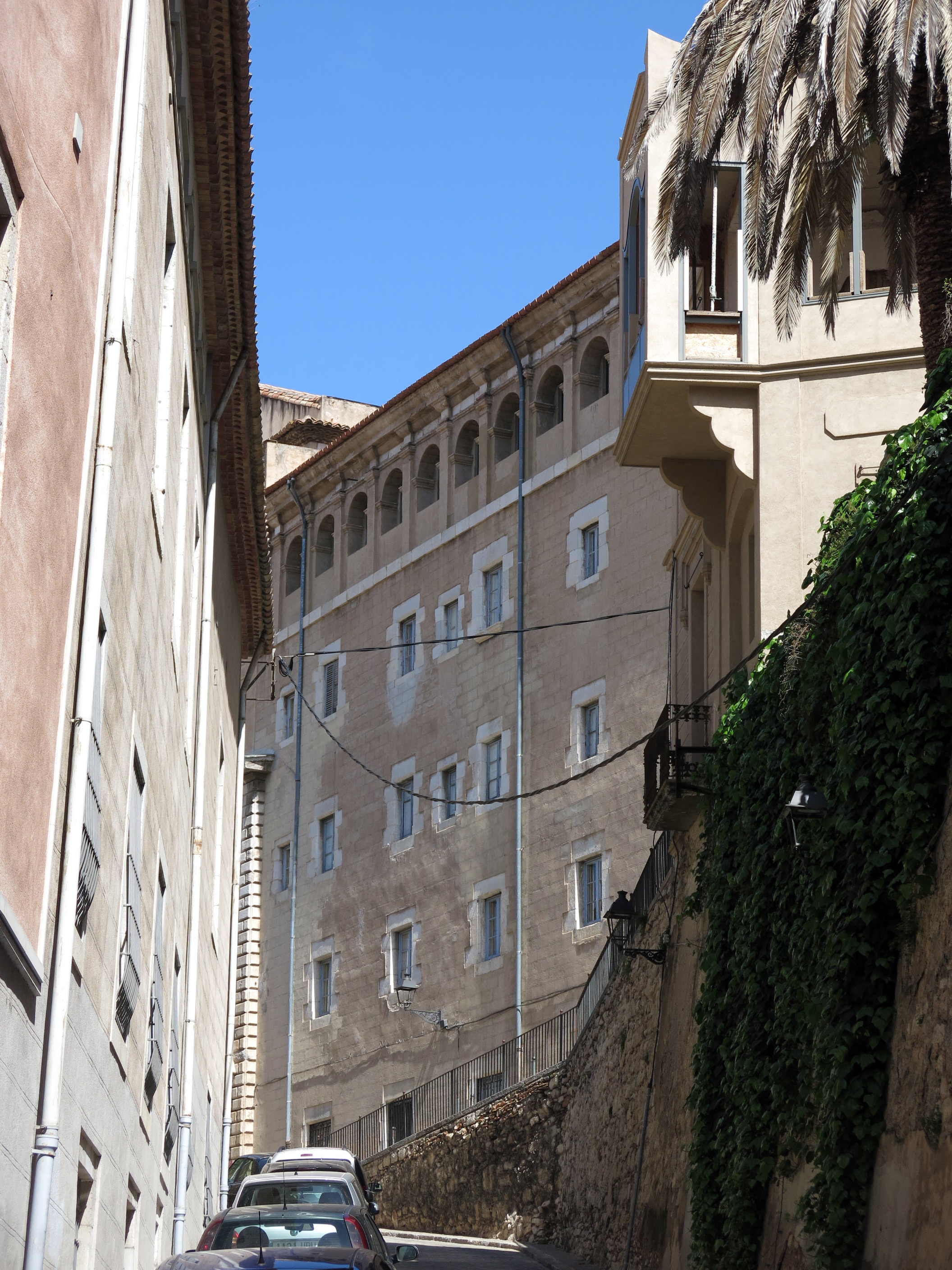
Seminario diocesano de Gerona

En 2021 en la diócesis existían 393 parroquias agrupadas en 13 arciprestazgos y estos en 4 zonas pastorales:
- Alt Empordà Interior, 73 parroquias.
- Alt Empordà Marina, 23 parroquias.
- Alt Fluvià, 46 parroquias.
- Àngels-Llémena, 31 parroquias.
- Banyoles, 44 parroquias.
- Costa Brava Centre, 23 parroquias.

Arciprestazgos de la diócesis

- Farners-Montseny, 26 parroquias.
- Girona-Salt, 22 parroquias.
- Maresme, 12 parroquias.
- Montgrí-La Bisbal, 55 parroquias.
- Selva, 12 parroquias.
- Ter-Brugent, 17 parroquias.
- Tordera, 11 parroquias.

## Historia
Son inciertos los orígenes de la diócesis de Gerona, que desde un principio formó parte de la provincia eclesiástica de Tarragona. La primera mención históricamente documentada de la diócesis se encuentra en una carta del papa Inocencio I, escrita entre los años 404 y 409, en la que el papa condena la consagración de un obispo de Gerona, cuyo nombre no se menciona, por parte de Minicio, obispo de Tarraconense, por no haber respetado las normas canónicas vigentes en aquel momento, es decir, que correspondía únicamente al metropolitano consagrar a los nuevos obispos.
La presencia cristiana en Gerona se remonta a finales del siglo III y la hagiografía menciona a dos obispos que vivieron a principios del siglo IV, los santos Poncio y Narciso.
El 8 de junio de 517 Gerona fue sede de un concilio en el que participaron 7 obispos de la provincia eclesiástica de Tarragona: Juan de Tarragona, Frontiniano de Gerona, Pablo de Ampurias, Agripio (o Agritius) de Barcelona, Cinidio de Ausona, Nebridio de Egara y Oronzo de Lérida. El concilio promulgó 11 cánones que se referían a la liturgia, el bautismo y la disciplina del clero.
En época visigoda la catedral fue la iglesia de San Félix, mártir africano fallecido en Gerona y que es uno de los principales santos venerados en la diócesis.
En el siglo VIII, debido a la invasión árabe, Gerona fue ocupada del 713 al 785 y de este período no se sabe nada de la diócesis. Tras las conquistas de Carlomagno y Luis el Piadoso, la diócesis entró en la órbita carolingia y pasó a formar parte de la provincia eclesiástica de Narbona. Es en este período cuando la antigua diócesis de Ampurias fue suprimida y su territorio anexado al de Gerona.
En 1017 Gerona cedió una parte de su territorio para la erección de la diócesis de Besalú, cuya existencia fue efímera; ya en 1020 fue suprimida y su territorio devuelto a Gerona.
La división de la diócesis en arcedianatos está documentada desde el siglo XI. Anteriormente, ya en el siglo IX, los archidiáconos eran colaboradores del obispo, sin embargo, sin una división territorial documentada de la diócesis.
La antigua catedral, transformada en mezquita por los árabes, fue reconstruida en estilo románico y consagrada en 1038. Esta iglesia fue transformada nuevamente en estilo gótico durante el siglo XIV. En el siglo XII, el obispo Guillermo de Peratallada (1161-1168) inició la construcción del palacio episcopal.
Con una bula del 6 de noviembre de 1097, el papa Urbano II restableció la sede metropolitana de Tarragona, de la que Gerona era una de las sufragáneas. Pero debido a la oposición de los metropolitanos de Narbona, la aplicación de esta disposición no fue fácil, todavía en 1117 el concilio provincial celebrado en Gerona estaba presidido por el metropolitano de Narbona, Richard de Millau, legado papal y administrador de Tarragona, sede vacante en aquel momento. Sólo posteriormente los arzobispos de Tarragona pudieron ejercer efectivamente sus derechos metropolitanos sobre las diócesis de Aragón y Cataluña.
Hasta 1292 la elección del obispo estaba reservada al capítulo catedralicio, que elegía al obispo entre sus canónigos. A partir de ese año se registró la primera intervención papal, a la que posteriormente se sumaron las intervenciones del rey de Aragón. En 1457 los canónigos eligieron al obispo por última vez. Estas intervenciones fuera de la diócesis dieron lugar al nombramiento de obispos ausentes durante largos períodos de su sede en los siglos XIV al XVI. Sin embargo, fue un problema común a todas las diócesis hasta el Concilio de Trento, que exigió que los obispos residieran efectivamente en su propia sede.
El seminario diocesano fue fundado en 1573 y fue uno de los primeros establecidos en España, con el objetivo de frenar las ideas calvinistas llegadas desde Francia; fue confirmado en 1599. Tras la supresión de la Compañía de Jesús, su antiguo convento pasó a ser la sede del seminario.
En 1835 se abolieron los arcedianatos tradicionales y se estableció la división en arciprestazgos.
En el siglo XIX los datos estadísticos de la diócesis muestran un elevado número de sacerdotes diocesanos, muy por encima de la media nacional. A finales de la década de 1860 había en Gerona un sacerdote por cada 110 habitantes; en el pueblo de Baño había 16 sacerdotes para 5000 habitantes.
El 6 de junio de 1957, a raíz del concordato de 1953 que establecía que los límites de las diócesis debían coincidir con los de las provincias civiles, mediante el decreto Initis inter Sanctam Sedem la diócesis perdió 6 parroquias, 5 cedidas a la diócesis de Vic (Camprodon, Setcases, Vinalonga, Llanas, Molió y Tragura) y una a la diócesis de Barcelona (Arenys de Mar); y al mismo tiempo adquirió a Barcelona la parroquia de Riells de Montseny.
El 10 de abril de 1992 la diócesis adoptó oficialmente el nombre de Girona, en lengua catalana, en lugar del anterior nombre Gerona, en lengua castellana.

## Estadísticas
Según el Anuario Pontificio 2022 la diócesis tenía a fines de 2021 un total de 687 000 fieles bautizados.
| Año                                                                             | Población            | Población | Población      | Sacerdotes | Sacerdotes    | Sacerdotes    | Bautizados por sacerdote | Diáconos permanentes | Religiosos | Religiosos | Parroquias |
| Año                                                                             | Bautizados católicos | Total     | % de católicos | Total      | Clero secular | Clero regular | Bautizados por sacerdote | Diáconos permanentes | Varones    | Mujeres    | Parroquias |
| ------------------------------------------------------------------------------- | -------------------- | --------- | -------------- | ---------- | ------------- | ------------- | ------------------------ | -------------------- | ---------- | ---------- | ---------- |
| 1950                                                                            | 389 000              | 390 000   | 99.7           | 584        | 516           | 68            | 666                      |                      | 98         | 1392       | 385        |
| 1970                                                                            | 395 000              | 395 729   | 99.8           | 542        | 447           | 95            | 728                      |                      | 181        | 1231       | 378        |
| 1980                                                                            | 478 000              | 483 222   | 98.9           | 409        | 361           | 48            | 1168                     |                      | 121        | 991        | 385        |
| 1990                                                                            | 534 000              | 545 228   | 97.9           | 358        | 304           | 54            | 1491                     |                      | 124        | 796        | 403        |
| 1999                                                                            | 475 000              | 576 252   | 82.4           | 298        | 246           | 52            | 1593                     |                      | 116        | 791        | 403        |
| 2000                                                                            | 500 000              | 592 689   | 84.4           | 301        | 240           | 61            | 1661                     |                      | 109        | 791        | 403        |
| 2001                                                                            | 500 000              | 592 689   | 84.4           | 289        | 236           | 53            | 1730                     |                      | 112        | 730        | 403        |
| 2002                                                                            | 550 000              | 634 724   | 86.7           | 278        | 228           | 50            | 1978                     |                      | 97         | 705        | 403        |
| 2003                                                                            | 550 000              | 634 724   | 86.7           | 271        | 223           | 48            | 2029                     |                      | 96         | 731        | 403        |
| 2004                                                                            | 600 000              | 687 314   | 87.3           | 270        | 219           | 51            | 2222                     |                      | 90         | 654        | 403        |
| 2006                                                                            | 630 000              | 740 214   | 85.1           | 265        | 216           | 49            | 2377                     |                      | 89         | 642        | 403        |
| 2013                                                                            | 692 800              | 851 640   | 81.3           | 223        | 183           | 40            | 3106                     | 7                    | 70         | 525        | 395        |
| 2016                                                                            | 680 000              | 843 343   | 80.6           | 192        | 157           | 35            | 3541                     | 9                    | 59         | 451        | 395        |
| 2019                                                                            | 670 000              | 859 649   | 77.9           | 164        | 138           | 26            | 4085                     | 11                   | 51         | 388        | 394        |
| 2021                                                                            | 687 000              | 881 061   | 78.0           | 147        | 127           | 20            | 4673                     | 13                   | 48         | 321        | 393        |
| Fuente: Catholic-Hierarchy, que a su vez toma los datos del Anuario Pontificio. |                      |           |                |            |               |               |                          |                      |            |            |            |

Además, según cifras oficiales, en el curso 2017-2018 se formaron 3 seminaristas en el Seminario Mayor diocesano.

## Episcopologio
- San Poncio † (304)
- San Narciso † (307)
- Anónimo † (inicios del siglo V)
- Frontinyà † (antes de 516-después de 517)
- Estafili † (antes de 540-después de 546)
- Alici † (mencionado en 589)
- Juan de Biclaro † (antes de 592-circa 621 falleció)
- San Nonnit † (621-después de 633)
- Toila † (mencionado en 653)
- Amador † (mencionado en 673)
- Jaume † (mencionado en 683)
- Savaric † (mencionado en 688)
- Gilimir † (mencionado en 693)
- Ataülf † (778-788)
- Valaric † (816-817)
- Nifridi † (mencionado en 818)
- Guimer † (mencionado en 834)
- Gotmar I † (841-850)
- Elías † (siglo IX)
- Sunifred † (858)
- Teuter † (870-886 falleció)
- Servus Dei † (888-906 falleció)
- Bigón † (907-936)
- Seniofrè † (944)
- Gotmar II † (944-954)
- Amulf † (8 de septiembre de 954-17 de abril de 970 falleció)
- Miró III de Cerdaña † (970-984)
- Gotmar III † (985-993)
- Odón † (995-1010)
- Pere Roger † (1010-1050)
- Berenguer Guifré † (1050-1093)
- Berenguer Humbert † (1094-9 de septiembre de 1111 falleció)
- Ramón † (1112-1114)
- Berenguer Dalmau † (1114-1146)
- Berenguer de Llers † (1147-1160)
- Guillem de Peratallada † (1161-1168)
- Guillem de Monells † (1168-1178)
- Ramón Guissall † (1179-1196)
- Gaufred de Medinyà † (1196-18 de junio de 1198 falleció)
- Arnau de Creixell † (1199-14 de mayo de 1214 falleció)
- Ramón de Palafolls † (1214-2 de agosto de 1218 falleció)
- Alemany d’Aiguaviva † (1219-15 de diciembre de 1227 falleció)
- Guillem de Cabanelles o de Montgrí † (1227-24 de noviembre de 1245 falleció)
- Berenguer de Castellbisbal, O.P. † (1245-6 de febrero de 1254 falleció)
- Pere de Castellnou † (1254-20 de febrero de 1279 falleció)
- Bernat de Vilert † (1279-8 de mayo de 1291 falleció)
- Bernat de Vilamarí † (19 de enero de 1292-30 de enero de 1312 falleció)
- Guillem de Vilamarí † (10 de mayo de 1312-26 de septiembre de 1318 falleció)
- Pere de Rocabertí † (14 de octubre de 1318-19 de diciembre de 1324 falleció)
- Pere d’Urrea † (10 de mayo de 1325-5 de diciembre de 1328 nombrado obispo de Huesca)
- Gastón de Montcada † (5 de diciembre de 1328-12 de agosto de 1334 falleció)
- Gilabert de Cruïlles † (12 de octubre de 1334-12 de junio de 1335 falleció)
- Arnau de Mont-rodon † (diciembre de 1335-21 de noviembre de 1348 falleció)
- Berenguer de Cruïlles † (3 de diciembre de 1348-26 de julio de 1362 falleció)
- Ennec de Vallterra † (26 de agosto de 1362-3 de marzo de 1369 nombrado obispo de Segorbe)
- Jaume de Trilla † (3 de marzo de 1369-30 de marzo de 1374 falleció)
- Bertran de Mont-rodon † (26 de abril de 1374-3 de octubre de 1384 falleció)
- Berenguer d'Anglesola † (14 de diciembre de 1384-23 de agosto de 1408 falleció)
- Francesc de Blanes † (24 de septiembre de 1408-19 de diciembre de 1408 nombrado obispo de Barcelona)
- Ramon Descatllar † (19 de diciembre de 1408-5 de mayo de 1415 falleció)
- Dalmau de Mur † (15 de noviembre de 1415-17 de enero de 1419 nombrado arzobispo de Tarragona)
- Gonzalo de Santa María † (17 de enero de 1419-7 de junio de 1419 nombrado obispo de Astorga)
- Andreu Bertrán † (7 de junio de 1419-18 de abril de 1431 nombrado obispo de Barcelona)
  - Juan Casanova † (8 de agosto de 1431-1 de marzo de 1436 falleció) (administrador apostólico)
- Bernat de Pau † (21 de mayo de 1436-26 de marzo de 1457 falleció)
  - Rodrigo de Borja † (1457-30 de junio de 1458 renunció, luego electo papa con el nombre de Alejandro VI) (administrador apostólico)
- Cosme de Montserrat † (30 de junio de 1458-15 de octubre de 1459 nombrado obispo de Vic)
- Jaime de Cardona y Gandia † (15 de octubre de 1459-23 de septiembre de 1461 nombrado obispo de Urgell)
- Juan Margarit y Pau † (23 de septiembre de 1461-21 de noviembre de 1484 falleció)
- Berenguer de Pau † (9 de febrero de 1485-5 de noviembre de 1506 falleció)
- Joan d’Espès † (19 de febrero de 1507-1508 renunció)
- Guillem Ramon Boil, O.S.H. † (28 de julio de 1508-28 de noviembre de 1532 falleció)
- Joan Margarit i de Requesens † (8 de junio de 1534-21 de octubre de 1554 falleció)
- Gonzalo Arias Gallego † (13 de abril de 1556-22 de agosto de 1565 nombrado obispo de Cartagena)
- Pere Carles, O.S.Iacobi † (22 de agosto de 1565-1 de junio de 1572 falleció)
- Benet de Tocco, O.S.B. † (5 de septiembre de 1572-11 de mayo de 1583 nombrado obispo de Lérida)
- Jaume Caçador † (12 de diciembre de 1583-19 de mayo de 1597 falleció)
- Francisco Arévalo de Zuazo † (3 de abril de 1598-10 de enero de 1611 falleció)
- Onofre de Reart † (19 de diciembre de 1611-1620 renunció)
- Pere de Montcada † (14 de diciembre de 1620-29 de diciembre de 1621 falleció)
- Francesc de Senjust, O.S.B. † (24 de agosto de 1622-10 de marzo de 1627 falleció)
- García Gil Manrique † (30 de agosto de 1627-28 de noviembre de 1633 nombrado obispo de Barcelona)
- Gregorio Parcero, O.S.B. † (19 de diciembre de 1633-29 de noviembre de 1655 nombrado obispo de Tortosa)
- Bernat de Cardona † (24 de julio de 1656-13 de diciembre de 1658 falleció)
- Francesc Pijoan † (10 de noviembre de 1659-? falleció)
- Josep Fageda, O.S.H. † (21 de junio de 1660-21 de julio de 1664 nombrado obispo de Tortosa)
- Josep de Ninot  † (24 de noviembre de 1664-11 de junio de 1668 nombrado obispo de Lérida)
- Francesc Dou † (3 de septiembre de 1668-15 de abril de 1673 falleció)
- Alonso Balmaseda, O.E.S.A.  † (25 de septiembre de 1673-4 de septiembre de 1679 nombrado obispo de Zamora)
- Sever Tomàs Auter, O.P. † (13 de noviembre de 1679-18 de marzo de 1686 nombrado obispo de Tortosa)
- Miquel Pontic † (29 de abril de 1686-26 de enero de 1699 falleció)
- Miquel Joan de Taverner i Rubí † (5 de octubre de 1699-16 de diciembre de 1720 nombrado arzobispo de Tarragona)
- Josep de Taverner i d’Ardena † (16 de diciembre de 1720-16 de enero de 1726 falleció)
- Pere de Copons † (11 de septiembre de 1726-15 de diciembre de 1728 nombrado arzobispo de Tarragona)
- Baltasar Bastero † (15 de diciembre de 1728-2 de marzo de 1745 renunció)
- Lorenzo Taranco † (8 de marzo de 1745-3 de febrero de 1756 falleció)
- Manuel Antonio de Palmero † (19 de julio de 1756-7 de mayo de 1774 falleció)
- Tomás de Lorenzana † (13 de marzo de 1775-21 de enero de 1796 falleció)
- Santiago Pérez Arenillas † (27 de junio de 1796-17 de octubre de 1797 falleció)
- Juan Ramírez de Arellano † (28 de agosto de 1798-21 de diciembre de 1810 falleció)
  - Sede vacante (1810-1815)
- Pedro Valero † (15 de marzo de 1815-21 de agosto de 1815 falleció)
- Antonio de Allué † (14 de abril de 1817-25 de julio de 1818 renunció)
- Juan Miguel Pérez González † (4 de junio de 1819-7 de diciembre de 1824 falleció)
- Dionisio Castaño † (27 de junio de 1825-24 de abril de 1834 falleció)
  - Sede vacante (1834-1847)
- Florencio Lorente † (17 de diciembre de 1847-17 de enero de 1862 falleció)
- Constantín Bonet † (21 de mayo de 1862-17 de septiembre de 1875 nombrado arzobispo de Tarragona)
- Isidre Valls † (23 de septiembre de 1875-11 de septiembre de 1877 falleció)
- Tomàs Sivilla † (31 de diciembre de 1877-8 de enero de 1906 falleció)
- Francesc de Pol i Baralt † (6 de diciembre de 1906-6 de junio de 1914 falleció)
- Francesc Mas i Oliver † (10 de abril de 1915-16 de abril de 1920 falleció)
  - Sede vacante (1920-1922)
- Gabriel Llompart i Jaume † (27 de junio de 1922-30 de abril de 1925 nombrado obispo de Mallorca)
- Josep Vila Martínez † (14 de diciembre de 1925-1 de septiembre de 1932 falleció)
- Josep Cartañà Inglés † (29 de diciembre de 1933-31 de julio de 1963 falleció)
- Narciso Jubany † (7 de febrero de 1964-3 de diciembre de 1971 nombrado arzobispo de Barcelona)
- Jaume Camprodon Rovira † (1 de septiembre de 1973-30 de octubre de 2001 retirado)
- Carlos Soler Perdigó † (30 de octubre de 2001-16 de julio de 2008 retirado)
- Francesc Pardo † (16 de julio de 2008-31 de marzo de 2022 falleció)
  - Sede vacante (2022-2024) (Lluís Suñer i Roca, administrador diocesano)
- Octavi Vilà Mayo, O. Cist. (desde el 21 de abril de 2024)

Obispos desde el Concilio Vaticano II:
| Foto | Escudo | Titular                    | Título adicional | Cargo anterior (proveniente de) | Período                 | Período                | Fin del cargo (razón)           |
| Foto | Escudo | Titular                    | Título adicional | Cargo anterior (proveniente de) | Inicio                  | Fin                    | Fin del cargo (razón)           |
| ---- | ------ | -------------------------- | ---------------- | --- | ----------------------- | ---------------------- | ------------------------------- |
|      |        | Narcís Jubany Arnau        | Obispo de Gerona | Obispo titular de Orthosias in Phoenicia y obispo auxiliar de Barcelona (1955-1964)                                                                       | 7 de febrero de 1964    | 3 de diciembre de 1971 | nombrado arzobispo de Barcelona |
|      |        | Jaume Camprodon Rovira     | Obispo de Gerona | Párroco de Crist Rei de Manresa (1966-1973), vicario de Pastoral de la Diócesis de Vic (1971-1973)                                                        | 1 de septiembre de 1973 | 30 de octubre de 2001  | renuncia per edad               |
|      |        | Carles Soler Perdigó       | Obispo de Gerona | Obispo titular de Pandosia y obispo auxiliar de Barcelona (1991-2001)                                                                                     | 30 de octubre de 2001   | 16 de julio de 2008    | renuncia per edad               |
|      |        | Francesc Pardo Artigas     | Obispo de Gerona | Párroco de San Esteban de Granollers (1997-2008), vicario general de Pastoral y delegado episcopal para la Economía de la Diócesis de Tarrasa (2004-2008) | 16 de julio de 2008     | 31 de marzo de 2022    | fallecido                       |
|      |        | Octavi Vilà Mayo, O. Cist. | Obispo de Gerona | Abad del Real Monasterio de Santa María de Poblet (2015-2024)                                                                                             | 21 de abril de 2024     |                        |                                 |